# Église Notre-Dame du Raincy
Notre-Dame du Raincy of Notre-Dame-de-la-Consolation is een moderne kerk gebouwd in 1922-1923 door de Franse architecten Gustave en Auguste Perret. Ze ligt in de gemeente Le Raincy bij Parijs. Het was de eerste Franse kerk in gewapend beton, wat haar de benaming Sainte-Chapelle du béton armé opleverde. Het gebouw is emblematisch voor de modernistische architectuur en werd in 1966 beschermd.

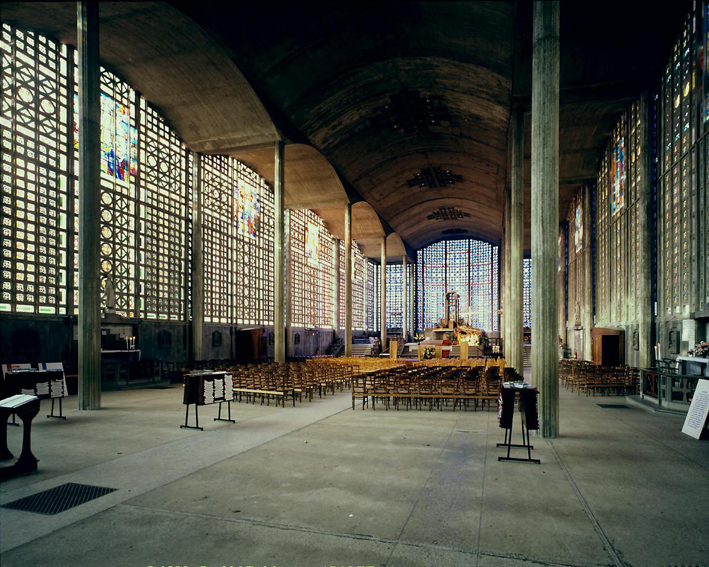
Interieur

De op de gotiek geïnspireerde kerk heeft een vrij traditioneel basilicaal plan met toegang via de klokkentoren. De vernieuwing zit hem in de dunne wanden van het schip, het systematisch gebruik van zichtbaar gelaten beton en de constructie op basis van gestandaardiseerde prefabmodules. Bij het aanvaarden van de nieuwe esthetiek speelde kostenbesparing een grote rol in de heropbouwjaren na de Eerste Wereldoorlog. De gewelven boven de drie beuken rusten volledig op 32 slanke, gecanneleerde pilaren van 43 cm doorsnede. De gesegmenteerde bogen van het plafond zijn boven het schip minder dan 5 cm dik. Opvallend is voorts de subtiele chromatiek van de brandglasramen, gevat in betonnen claustra. Ze zijn het werk van Marguerite Huré.
De kerk kreeg lof van Le Corbusier en werd nagevolgd tot in het buitenland, met onder meer de Sint-Suzannakerk van Schaarbeek (1925). Antonin Raymond maakte in 1937 vrijwel een kopie, zij het op kleinere schaal, voor de Tokyo Woman's Christian University.